# فرمت ۱۲۰۰۷
سیارک ۱۲۰۰۷ (به انگلیسی: 12007 Fermat، نامگذاری:1996TD7) دوازده هزار و هفتمین سیارک کشف شده‌است که در ۱۱ اکتبر ۱۹۹۶ کشف شد.
قدر مطلق سیارک برابر ۱۵٫۳۰ است.